# Богодаровка (Харьковская область)
Богода́ровка (укр. Богодарівка) — село Семеновского сельского совета Шевченковского района Харьковской области.
Код КОАТУУ — 6325785902. Население по переписи 2001 года составляет 255 (118/137 м/ж) человек.

## Географическое положение
Село Богодаровка находится на берегу реки Средняя Балаклейка,
выше по течению примыкает село Сумское,
ниже по течению примыкает село Семеновка.
Через село проходит автомобильная дорога Т-2110.

## История
- 1825 — дата основания.

## Достопримечательности
- Братская могила советских воинов. Похоронено 203 воинов.
- Половецкий курган с каменной «бабой», который подвергся акту вандализма. В 1994—1998 гг каменную «бабу» пытались вывезти за пределы села. Состоит «баба» из трёх частей. Основание, туловище, голова. В результате попытки вывоза голова «бабы» пропала и теперь на её место установлен муляж из бетона. В селе существовало поверье, что если собрать «бабу», то пойдёт дождь, если снять голову и положить рядом, то дожди закончатся.
- Современной «достопримечательностью» является газовая скважина, на которой ежедневно «на факел» выбрасываются тысячи кубометров газа. При этом наносится колоссальный ущерб экологии местности. Выброс газа осуществляется незаконно с целью поднятия со скважины большего процента «газолина», который является «дармовым» топливом для автомобилей обслуживающего персонала.
- На территории села до 50-х годов прошлого столетия существовал православный храм.
- Также на территории «старой Богодаровки» расположена могила времен гражданской войны прошлого столетия.